# Warrant
Un Warrant és, pròpiament, un instrument financer emès per una corporació que permet al posseïdor bescanviar-lo per accions preferents a un preu prefixat. Les corporacions emeten bons amb warrants adossats per tal de no haver de pagar tant interès en les seves emissions de bons, de manera que paguen un interès menor al del mercat que compensen amb el warrant i que suposa la promesa d'obtenir uns bons resultats que faran augmentar la cotització de les seves acccions, de manera que en el futur l'inversor podrà bescanviar els warrants per accions i compensar amb escreix el menor interès cobrat pels bons. L'estructura d'un warrant doncs és molt similar a una Opció call sobre accions (stock option), per bé que els warrants tenen venciments més llargs, inclús d'una dècada, o fins i tot no tenir venciment, cas en el qual s'anomenen warrants perpetus; altrament, si tenen venciment, s'anomenen warrants de subscripció. Aquests warrants són també estan cotitzats en els mercats de valors.

## Covered warrants a Catalunya
Al regne d'Espanya s'ha comercialitzat sota el nom genèric de «Warrants» un variant d'aquest instrument, els Covered Warrants o Naked warrant (en català: Warrants despullats). Reben aquest nom perquè no estan lligats a cap bo, perquè la seva emissió no respon a necessitats de finançament d'una corporació sinó que les institucions financeres els emeten com una alternativa a les opcions enfocada a l'especulador minorista. Per tant, els Covered Warrants són un instrument financer emès per una institució financera, no una corporació, i transaccionats com un valor financer qualsevol, que dona al posseïdor el dret, però no pas l'obligació, de comprar o de vendre un actiu subjacent (acció, moneda, índex borsari, commodities, etc.) a un preu determinat en una data futura (venciment). En termes d'estructura doncs, un Covered Warrant és idèntic a una Opció, ja sigui call o put. Si un warrant és de compra s'anomena call warrant, i si és de venda Put Warrant. El preu que es paga pel warrant rep el nom, com en les opcions, de prima, i el preu al qual es comprarà o es vendrà el subjacent rep el nom de Preu strike. En funció del període d'exercici, els covered warrants poden ser de tipus europeu, que tan sols permeten exercir-los a venciment, o de tipus americà, que es poden exercir tot al llarg de la vida del mateix fins al venciment.